# Crazy (canción de Seal)
«Crazy» es una canción del intérprete británico de soul Seal escrita por este junto a Guy Sigsworth. La canción fue producida por Trevor Horn para el álbum debut de Seal. La canción se convirtió en uno de sus más grandes éxitos alcanzando el Top 5 en el Reino Unido y el top 10 de los Estados Unidos. Desde entonces el tema ha sido versionado en varias oportunidades por diferentes artistas, como Alanis Morissette. La canción se escucha en la película El diablo viste a la moda.

## Lista de canciones
CD
1. «Crazy» — 4:30
2. «Crazy» (versión extendida) — 5:59
3. «Krazy» — 6:26

7"
1. «Crazy» — 4:30
2. «Sparkle» — 3:36

## Posicionamiento
| Listas (1991)                                     | Posicionamieto |
| ------------------------------------------------- | -------------- |
| Australia ARIA Singles Chart                      | 9              |
| Austria Singles Chart                             | 5              |
| Dutch Top 40                                      | 1              |
| Eurochart Hot 100                                 | 1              |
| Francia SNEP Singles Chart                        | 5              |
| German Singles Chart                              | 2              |
| Irlanda Singles Chart                             | 6              |
| Italia Singles Chart                              | 9              |
| Nueva Zelanda Singles Chart                       | 8              |
| Noruega Singles Chart                             | 3              |
| Swedish Singles Chart                             | 1              |
| Suiza Singles Chart                               | 1              |
| UK Singles Chart                                  | 2              |
| U.S. Billboard Hot 100                            | 7              |
| U.S. Billboard Modern Rock Tracks                 | 5              |
| U.S. Billboard Hot Dance Music/Maxi-Singles Sales | 17             |
| Listas (2003)                                     | Posiciones     |
| U.S. Billboard Hot Digital Tracks                 | 4              |

## Posicionamiento de fin de año
| End of year chart (1991) | Posición |
| ------------------------ | -------- |
| Australian Singles Chart | 46       |
| Austria Singles Chart    | 19       |
| Dutch Top 40             | 5        |
| Suiza Singles Chart      | 5        |
| UK Singles Chart         | 38       |

## Versión de Alanis Morissette
Alanis Morissette realizó una versión de la canción y la incluyó en su álbum de grandes éxitos The Collection. Fue el único tema inédito de dicho álbum y se fue utilizado como sencillo de aquel material. Fue producida por Glen Ballard, su colaborador de varios años.

### Recepción
El sencillo fue lanzado en Estados Unidos a mediados de octubre de 2005, pero resultó ser menos exitoso que la versión original de Seal, y no logró entrar en la lista del Billboard Hot 100, pero llegó al número cuatro en el Bubbling Under Hot 100 Singles (que comprende canciones populares que no logran entrar en el Hot 100). Fue otro top 10 para Morissette en el Billboard Adult Top 40, llegando a ser muy popular en clubes nocturnos y discotecas logrando ser top 10 en el Hot Dance Club Play. Alcanzó en número 29 en Canadá y el top 40 en gran parte de Europa, pero en el Reino Unido solo llegó al número 65.

### Vídeo musical
El vídeo musical fue dirigido por Meiert Avis, quién también dirigió el vídeo "Everything" en 2004. Se puede ver a Morissette caminado por las calles durante la noche, interpretando la canción en un club y siguiendo obsesivamente a un hombre y a su novia. Finalmente Morissette enfrenta al hombre en una fiesta. Pero al final del vídeo se revela que a quién realmente seguía era a la novia debido a que le deja un ramo de flores pidiendo perdón por el escándalo que le causó junto a una foto en que ambas aparecen juntas.

### Lista de canciones
1. «Crazy» (Claude Le Gache Club Mix) (Edit)

2. «Crazy» (Eddie Baez Coo Coo Club Mix)(Edit) 

3. «Crazy» (Monk Mix Of Meds) (Edit)

4. «Crazy» (Interstate Mix) (Edit)

### Posicionamiento
| Listas (2005)                                 | Posicionamiento |
| --------------------------------------------- | --------------- |
| Canada Top 50 Singles                         | 29              |
| U.S. Billboard Bubbling Under Hot 100 Singles | 6               |
| U.S. Billboard Pop 100                        | 95              |
| U.S. Billboard Adult Top 40                   | 10              |
| Italia Top 50 Singles                         | 3               |
| Austria Top 75 Singles                        | 20              |
| República Checa Singles Chart                 | 22              |
| Suiza Top 100 Singles                         | 31              |
| Alemania Top 100 Singles                      | 38              |
| Suecia Top 60 Singles                         | 57              |
| Reino Unido Top 75 Singles                    | 65              |
| Listas (2006)                                 | Posicionamiento |
| U.S. Billboard Hot Dance Club Play            | 6               |